# Identitet i demokracija
Identitet i demokracija (francuski: Identité et démocratie, ID) politička je skupina u Europskom parlamentu koja okuplja stranke desnice i ekstremne desnice. Osnovana je 13. lipnja 2019. početkom devetog saziva Europskog parlamenta i čine je nacionalističke, desničarsko - populističke i euroskeptične nacionalne stranke iz deset europskih država. Nasljednik je skupine Europa nacija i slobode osnovane tijekom osmog mandata. Ova politička grupacija trenutačno broji 76 zastupnika.

## Povijest
U travnju 2019. Danska narodna stranka i Stranka Finci (u to vrijeme članovi Europskih konzervativaca i reformista) najavili su svoju namjeru za formiranjem nove parlamentarne skupine zajedno s Alternativom za Njemačku, koja je prethodno također pripadala ECR-u, te talijanske Lige. Glasnogovornik AfD-a Jörg Meuthen pojavio se zajedno s čelnikom Sjeverne lige Matteom Salvinijem kako bi službeno najavio formiranje novog europskog političkog saveza s Finskom strankom i Danskom narodnom strankom. novi savez je privremeno nazvan Europski savez za ljude i nacije.
Dana 12. lipnja 2019. najavljeno je da će skupina dobiti ime "Identitet i demokracija" (ID), a uključivat će talijansku Liga za Salvinija premijera (LSP), francuski Nacionalni savez (RN) i Alternativu za Njemačku kao stranka, i bio bi nasljednik Europe nacija i slobode (ENF). Stranka Finci je također član skupine. Član talijanske Lige Marco Zanni izabran je za predsjednika novoosnovane skupine, a skupinu je 13. lipnja 2019. u Europskom parlamentu predstavila čelnica RN-a Marine Le Pen. Ova je politička grupacija proširena pridruživanjem bivših članova ENF-a Vlaamsa Belanga i Slobodarske stranke Austrije i novih stanaka Slobode i izravne demokracije (SPD) iz Češke i Konzervativne narodne stranke Estonije.  
Nizozemska Stranka za slobodu (PVV) nije uspjela osigurati nijedno mjesto u devetom sazivu, međutim osvojila je jedno mjesto u raspodjeli mjesta nakon Brexita. Čelnik stranke Geert Wilders izjavio je da, nakon što se dogodi Brexit, namjerava PVV uskladiti s političkim stavovima skupine ID pod uvjetom da Europsko vijeće potvrdi raspodjelu nakon Brexita.

## Politički stavovi
Skupina Identitet i demokracija nabraja kao ključne prioritete zaštitu europske kulturne baštine i suvereniteta europskih nacija, stvaranje novih radnih mjesta i ekonomski rast, povećanje sigurnosti, zaustavljanje ilegalne imigracije, reguliranje legalne imigracije, borbu protiv birokracije EU i sprječavanje onoga što opisuje kao potencijalnu islamizaciju Europe. Identitet i demokracija također se protivi mogućem pristupanju Turske Europskoj uniji. Skupina se poziva na Europu temeljenu na suradnji i daljnjim reformama EU kroz "veću transparentnost i odgovornost" u Bruxellesu, ali odbacuje svaki daljnji put prema europskoj superdržavi. Politički komentatori različito su opisivali Identitet i Demokraciju kao nacionalističku, desničarsko - populističku i euroskeptičnu skupinu, iako se grupa ističe kao suverenistička za razliku od "antieuropske".

## Vanjske poveznice
- Službene mrežne stranice skupine Identitet i demokracija  Arhivirana inačica izvorne stranice od 20. lipnja 2022. (Wayback Machine), pristupljeno 15. svibnja 2021.